# Jean Jacques Masset
Nicolas Jean Jacques Masset, född 27 januari 1811 i Liège, död 1903 i Beaugency, var en belgisk-fransk musiker. 
Masset studerade violin för François-Antoine Habeneck vid Conservatoire de Paris och blev violinist vid Comédie-Italienne och Théâtre de l'Académie Royale de Musique samt dirigent vid Variétés-teatern. Därunder utgav han stycken för violin och för flöjt samt romanssånger. År 1839 debuterade han som tenor på Opéra-Comique och uppträdde sedan på scenen ända till 1852, även i Italien och Spanien, varefter han ägnade sig åt sånglärarkallet som professor vid Conservatoire de Paris 1853–1887. Masset utgav övningar, vokaliser och L'art de conduire et de développer la voix (1886). Bland hans elever bör nämnas Ernest Nicolini, Kristina Nilsson, Signe Hebbe, Mathilda Enequist och Ida Basilier-Magelssen. Masset invaldes 1856 som ledamot av Kungliga Musikaliska akademien i Stockholm.